# Las Hoyas
Las Hoyas est un gisement fossilifère du Crétacé inférieur datant du Barrémien et situé en Espagne près de la cité de Cuenca. 

## Description
Il s'agit de calcaires très fins, dits « lithographiques » déposés dans un environnement lacustre qui a préservé de nombreux fossiles, particulièrement bien conservés (Konzentrat-Lagerstätte). Ces fossiles incluent :
- une importante flore aquatique et terrestre : Montsechia, Weischelia, Frenelopsis, et de nombreux spécimens de charophytes ;
- et une faune diversifiée, avec des spécimens d'au moins cinq ou six phylums : arthropodes, mollusques, Chordata et de nombreux animaux vermiformes à corps mou qui pourraient être des némertes ou des annélides.

## Fossiles
Le gisement de Las Hoyas est aussi connu pour ses restes de dinosaures (comme Concavenator) et d'oiseaux Enantiornithes.
Un fossile trouvé sur le site en 2011 et décrit dans une étude parue en octobre 2015 dans la revue britannique Nature est attribué à un mammifère eutriconodonte montrant une préservation exceptionnelle de sa peau et de son pelage. Ce mammifère primitif (Spinolestes xenarthrosu) ayant vécu il y a 125 Ma (millions d'années) à l'époque des dinosaures, est considéré comme l'un des plus anciens mammifères connus,.  